# Eduardo Camargo
Eduardo Camargo Gámez (Sogamoso, Colombia, 20 de julio de 1911-Bogotá, Colombia, 17 de septiembre de 1993) fue un escritor, periodista, y cronista colombiano.
Eduardo Camargo fue uno de los pioneros del periodismo colombiano moderno, su trabajo se destacó por el carácter reconciliador que dio a sus noticias en los complicados contextos políticos de la Colombia de mediados del siglo XX.

## Biografía

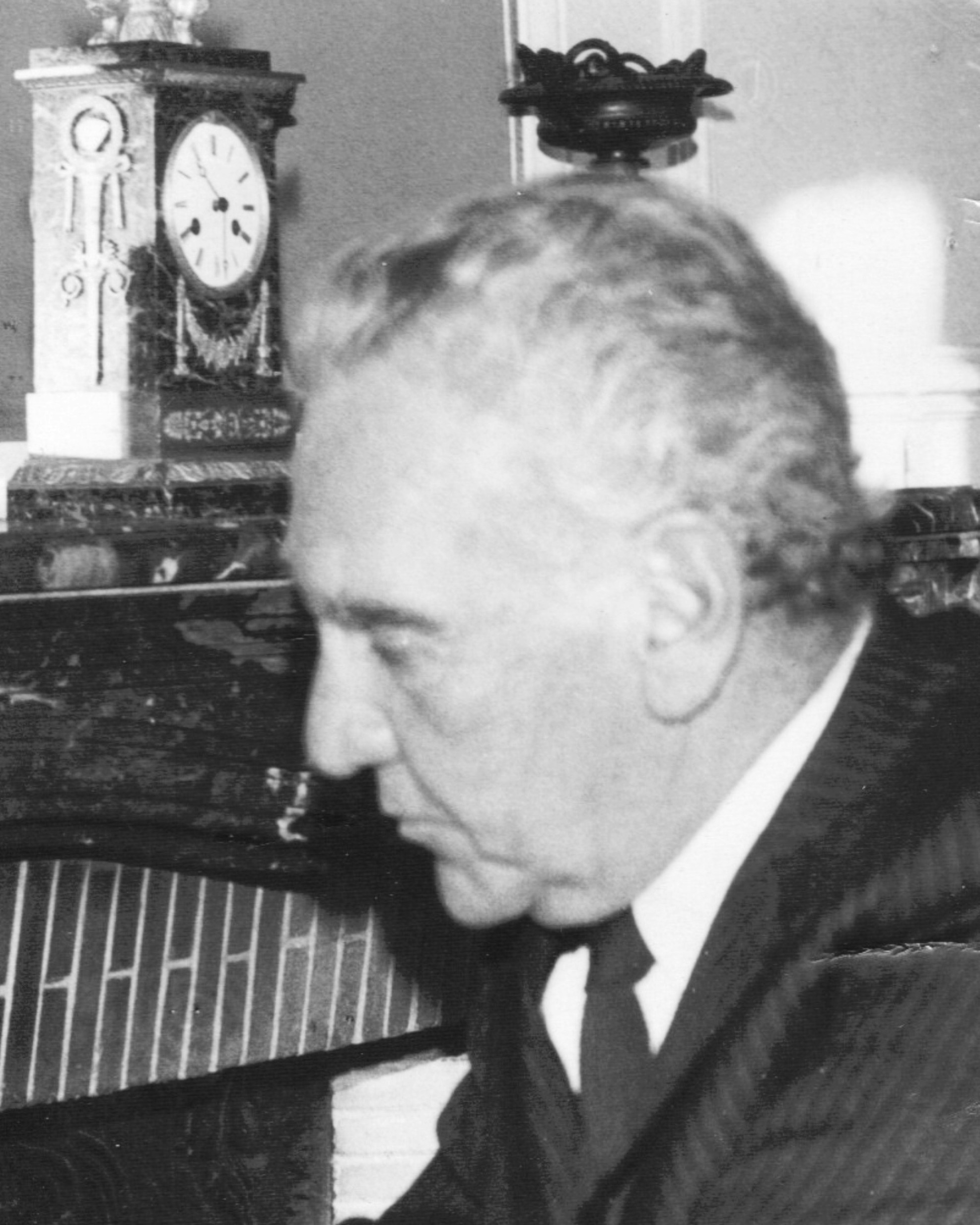
EDUARDO CAMARGO G.

Periodista y escritor nacido en la Ciudad de Sogamoso en el departamento de Boyacá (Colombia) el 20 de julio de 1911. Hijo de Tomás Camargo de la Barrera y Eda Gámez, quien con sus hermanos Numa, Leonor y Tomás llegan a Bogotá después de la trágica muerte de su padre, en los Llanos del Casanare en el año 1920.
Aprende el oficio al dar sus primeros pasos a través de su vinculación al Periódico La Razón, donde comienza una larga carrera periodística. En 1941 se casa con Margarita Ceron Cabrera en la iglesia de las Nieves en el centro de la Capital.
En 1942 ingresa como columnista al Periódico El Tiempo y asciende rápidamente hasta convertirse en su editor político, logrando con su influencia acercar a los partidos políticos y sus contradictores actores tradicionales a innumerables entendimientos. Si bien es cierto que dedica su vida a profundizar en el conocimiento de su profesión ocupando diferentes cargos, jamás abandona su activa participación en el Periódico, para el que siempre continúa redactando artículos de tinte político.
Simultáneamente a partir del año 1962 es nombrado en el gobierno del Dr. Guillermo León Valencia como Director de Relaciones Públicas de los Ferrocarriles Nacionales, responsabilidad que ejerce, enfocándose en dar origen a la primera época del tren turístico a la Ciudad de Santa Marta, con la implementación del Expreso del Sol y el Expreso Tayrona, uniendo con un criterio altamente social el interior del país con las costas del Caribe, abriendo el acercamiento de toda nuestra Colombia al sector turístico y nuestras playas a todas las clases sociales del interior.
Combinaba la dirección de la Revista Estampa, y la del Radio periódico Último Instante con sus apariciones semanales en las noches del domingo en la televisión Colombiana, en su programa Un Periodista en Apuros, donde hacia un exitoso resumen de lo que se esperaba de la política de aquellos días durante la semana siguiente.
A finales de los 60 ocupó la Presidencia del Círculo de Periodistas de Bogotá (CPB), fundado en 1946 y del que fue uno de sus miembros más activos.
En 1968 fue director de la revista Cromos, cargo que ejerció hasta ser llamado por el entonces Presidente de la República, Dr. Misael Pastrana Borrero a acompañarlo como primer secretario de Prensa de la Presidencia de la República en el periodo 1970 - 1974, donde se comenzó a dar con un criterio profesional de estado la información y decisiones que provenían del despacho del Presidente.
Al terminar este periodo del Frente Nacional y ser elegido Presidente de Colombia el Dr. Alfonso López Michelsen, fue nombrado como Secretario de Gobierno de Boyacá, Departamento del que fue oriundo y el que significaba otro de sus grandes amores, como su esposa Margarita.
Aquí termina la parte política de su vida y se dedica a la formación académica, pues Junto al Dr.Hernán Linares Ángel como su Director, el Dr. Germán Morales Decano de Hotelería y Turismo, el Dr., Eduardo Gómez Zuleta, Decano de Comercio Exterior y otros, es cofundador de la escuela superior profesional INPAHU donde vuelca todo su extenso y profundo conocimiento del Periodismo a la formación de las nuevas generaciones, siendo Eduardo Camargo, el motor que dinamizó la carrera de Periodismo desde las aulas, donde fue Decano de la Facultad, hasta que falleció a la edad de 82 años.